# Михеевка (Ярославская область)
Михе́евка — деревня в Михайловском сельском округе Волжского сельского поселения Рыбинского района Ярославской области .
Деревня расположена в окружении лесов, в юго-восточной части поселения, на левом, восточном берегу реки Языковка, притока Черёмухи, протекающей в южном направлении. Выше по течению на том же берегу на расстоянии около 1 км стоит деревня Сельцо, которая, как и все верховья Языковки, находится в Октябрьском сельском поселении. Ниже по течению следуют три деревни Волжского сельского поселения: Губино, Легки и Леонтьевское, а ещё ниже начинается Большесельский район.  По левому берегу Языковки проходит просёлочная дорога, связывающая названные деревни. Другая дорога в юго-востояном направлении идёт от Михеевки к Мелехово .
Село Михеевка указана на плане Генерального межевания Рыбинского уезда 1792 года. Там же на другом берегу реки показана не существующая ныне деревня Пронинская.
На 1 января 2007 года в деревне числилось 2 постоянных жителя . Почтовое отделение, находящееся в деревне Семенники, обслуживает в деревне Михеевка 2 дома .